# Depozice indukovaná elektronovým paprskem
Depozice indukovaná elektronovým paprskem (EBID) je proces, při kterém se molekuly plynu rozkládají působením paprsku elektronů a dochází k ukládání netěkavých látek na pevné povrchy. Zdrojem paprsku elektronů obvykle bývá rastrovací elektronový mikroskop, díky čemuž se dosahuje vysoké prostorové přesnosti (i pod 1 nanometr) a lze vytvořit nepohybující se trojrozměrné struktury.

## Průběh

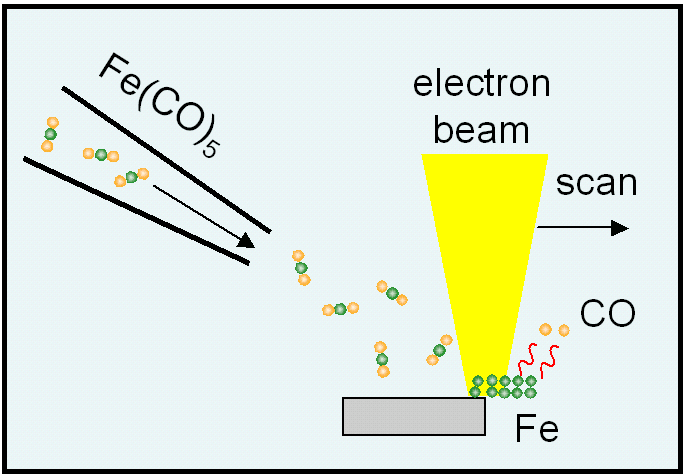
Přehled depozice indukované elektronovým paprskem

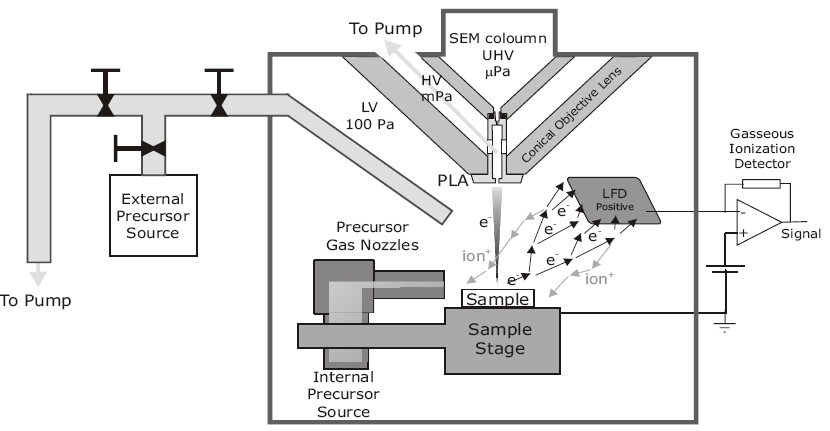
Skladba přístroje

Většinou se používá soustředěný elektronový paprsek z rastrovacího nebo transmisního elektronového mikroskopu. Dá se též použít depozice indukovaná paprskem iontů (IBID), kde se místo elektronového používá soustředěný paprsek iontů. Zdroji jsou zpravidla pevné nebo kapalné látky, jež se převedou do plynného skupenství odpařením nebo sublimací, a kontrolovaně aplikují do prostoru obsahujícího vysoké vakuum. Pevné látky lze sublimovat i samotným paprskem elektronů.
Pokud depozice probíhá za vysokých teplot nebo se do procesu zapojují žíravé plyny, tak se používají speciální vakuové komory, oddělené od mikroskopu, a paprsek prochází několikamikrometrovým otvorem. Malá velikost tohoto otvoru udržuje v mikroskopu vakuum a zachovává přítomnost vzduchu v depoziční komoře. Tento způsob depozice lze použít u diamantu.
Za přítomnosti prekurzorového plynu prochází svazek elektronů substrátem, čímž vyvolává ukládání materiálu na použitém povrchu; proces bývá řízen počítači. Rychlost ukládání závisí na řadě parametrů, jako jsou parciální tlak prekurzoru, teplota substrátu, vlastnosti elektronového paprsku a hustota použitého proudu; většinou jde řádově o desítky nm/s.

## Mechanismus
Energie elektronů se zpravidla pohybují mezi 10 a 300 keV, kdy mají reakce způsobované dopady elektronů, například disociace prekurzoru, malé účinné průřezy. Většinový podíl mají na rozkladu elektrony s nízkými energiemi: nízkoenergetické sekundární elektrony procházejí rozhraním substrát-vakuum a navyšují celkovou hustotu proudu; významný podíl mají též nepružně odražené elektrony.

## Prostorové rozlišení
Primární elektrony mohou být soustředěny do oblastí o velikosti okolo 0,045 nm. Nejmenší vytvořené struktury měly průměr přibližně 0,7 nm. Tyto elektrony se od substrátu (v závislosti na své energii) mohou oddělit několik mikrometrů od místa dopadu elektronového paprsku,
takže k ukládání materiálu nedochází vždy na zasaženém místě. K vyrovnání této odchylky lze použít kompenzační algoritmy.

## Materiály a prekurzory
Depozici indukovanou elektronovým paprskem lze použít k tvorbě vrstev, mimo jiné, Al, Au, amorfního uhlíku, diamantu, Co, Cr, Cu, Fe, GaAs, GaN, Ge, Mo, Nb, Ni, Os, Pd, Pt, Rh, Ru, Re, Si, Si3N4, SiOx, TiOx a W. Omezení představuje dostupnost prekurzorů, které musí být plynné nebo mít nízkou teplotu sublimace.
K ukládání jednotlivých chemických prvků se nejčastěji používají karbonyly kovů, typu Me(CO)x, a metaloceny. Jsou snadno dostupné, ale kvůli zapojení atomů uhlíku z CO ligandů mají často nízký obsah kovu.
Halogenidy kovů, jako je fluorid wolframový (WF6), umožňují lepší ukládání, ale obtížně se skladují, protože jsou toxické a žíravé. Smíšené materiály bývají ukládány s využitím speciálních plynů, například nitrid gallitý (GaN) pomocí D2GaN3.

## Výhody
- Snadno ovladatelný tvar a složení ukládané vrstvy; elektronový paprsek se lehce řídí a lze použít mnoho různých prekurzorů.
- Velmi dobrá přesnost ukládání
- Deponovaný materiál je možné zkoumat v průběhu depozice nebo po ní transmisním elektronovým mikroskopem, spektroskopií ztráty energie elektronů, energeticko-disperzní rentgenovou spektroskopií nebo elektronovou difrakcí.

## Nevýhody
- Pomalý průběh depozice a sériová depozice snižují účinnost a brání využití ve větším měřítku.
- Řízení chemického složení ukládané vrstvy je obtížné, protože způsoby rozkladu prekurzorů z velké části nejsou známy.

## Depozice indukovaná iontovým paprskem
Depozice indukovaná iontovým paprskem (IBID) je podobná EBID, hlavním rozdílem je použití soustředěného paprsku iontů; nejčastěji jde o Ga+ s energií 30 keV. U obou postupů jsou tím, co vyvolává depozici, sekundární elektrony. IBID hmá oproti EBID tyto nevýhody:
- Větší úhlový rozptyl sekundárních elektronů a tím i nižší úhlové rozlišení.
- Ionty Ga+ způsobují kontaminaci a radiační poškození deponované struktury a jsou tak méně vhodné pro využití v elektronice.[8]
- Depozice probíhá za použití soustředného paprsku iontů, což znesnadňuje zkoumání složení ukládané vrstvy v průběhu procesu nebo krátce po něm. Použít lze pouze rastrovací elektronovou mikroskopii využívající sekundární elektrony, a i tato metoda je omezena krátkým časem pozorování kvůli poškozením způsobovaným paprskem Ga+. Tento nedostatek lze překonat použitím zdvojeného přístroje spojujícího rastrovací elektronový mikroskop a soustředěný paprsek elektronů.

Výhodami IBID jsou rychlejší depozice a lepší čistota vrstvy.

## Tvary
Pomocí počítačově řízené depozice indukované elektronovým paprskem lze vytvořit v podstatě jakýkoliv trojrozměrný tvar; pouze je třeba, aby byla na substrát navázána základní struktura. K tvarům získaným tímto postupem patří:
- Nejmenší vyrobený magnet.[4]
- Fraktální nanostromy.[4]
- Nanosmyčky. [4]
- Supravodivé nanodríty[8]

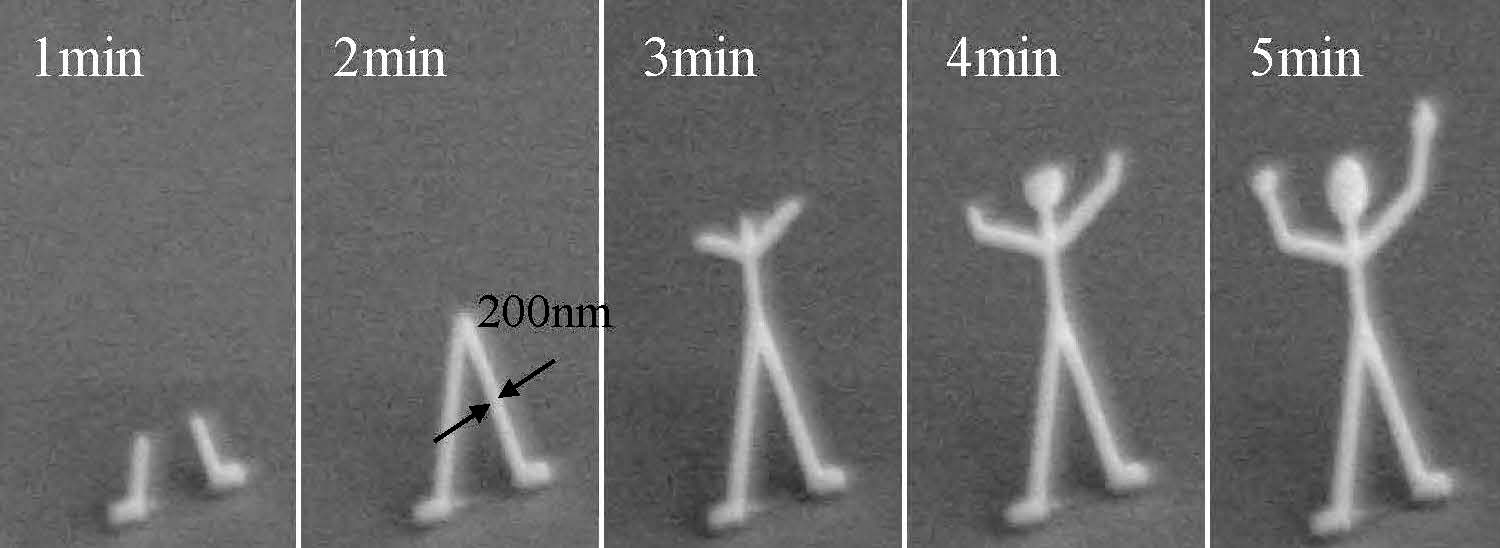
Tvorba nanostruktury pomocí IBID
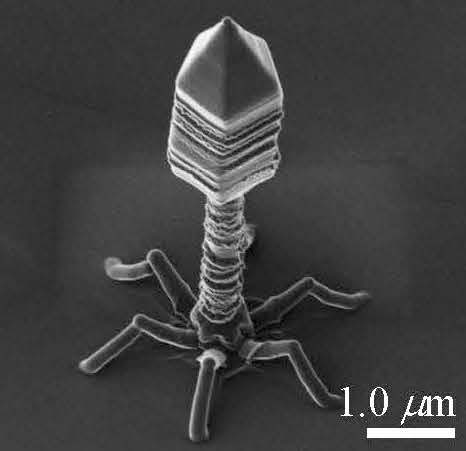
Model bakteriofágu vytvořený IBID
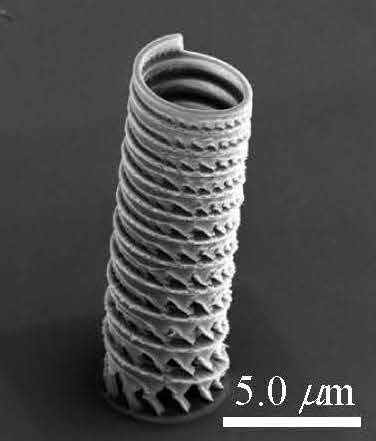
Model šikmé věže v Pise vytvořený IBID
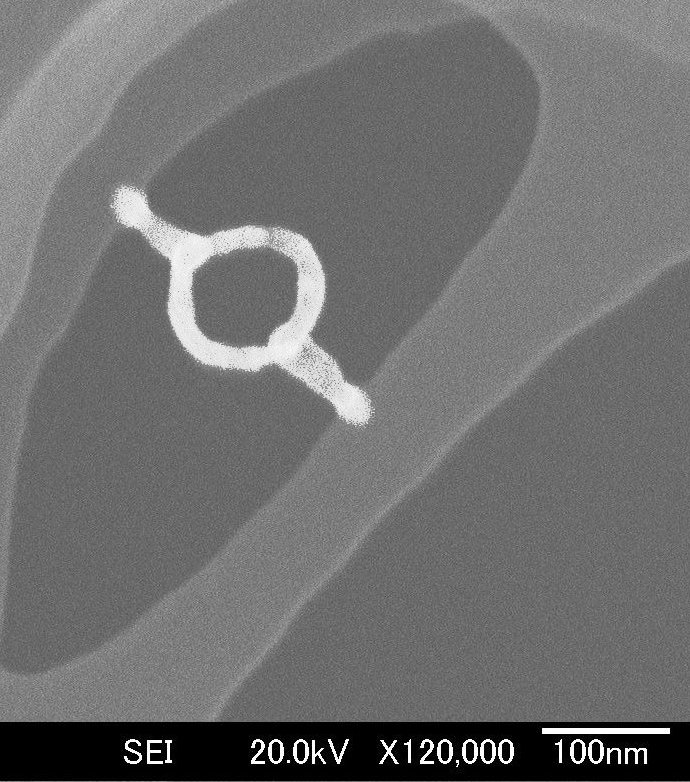
Písmeno Φ sestavené pomocí EBID